# Euplocia moderata
Euplocia moderata là một loài bướm đêm trong họ Erebidae.